# Mariä Heimsuchung (Eckartshausen)

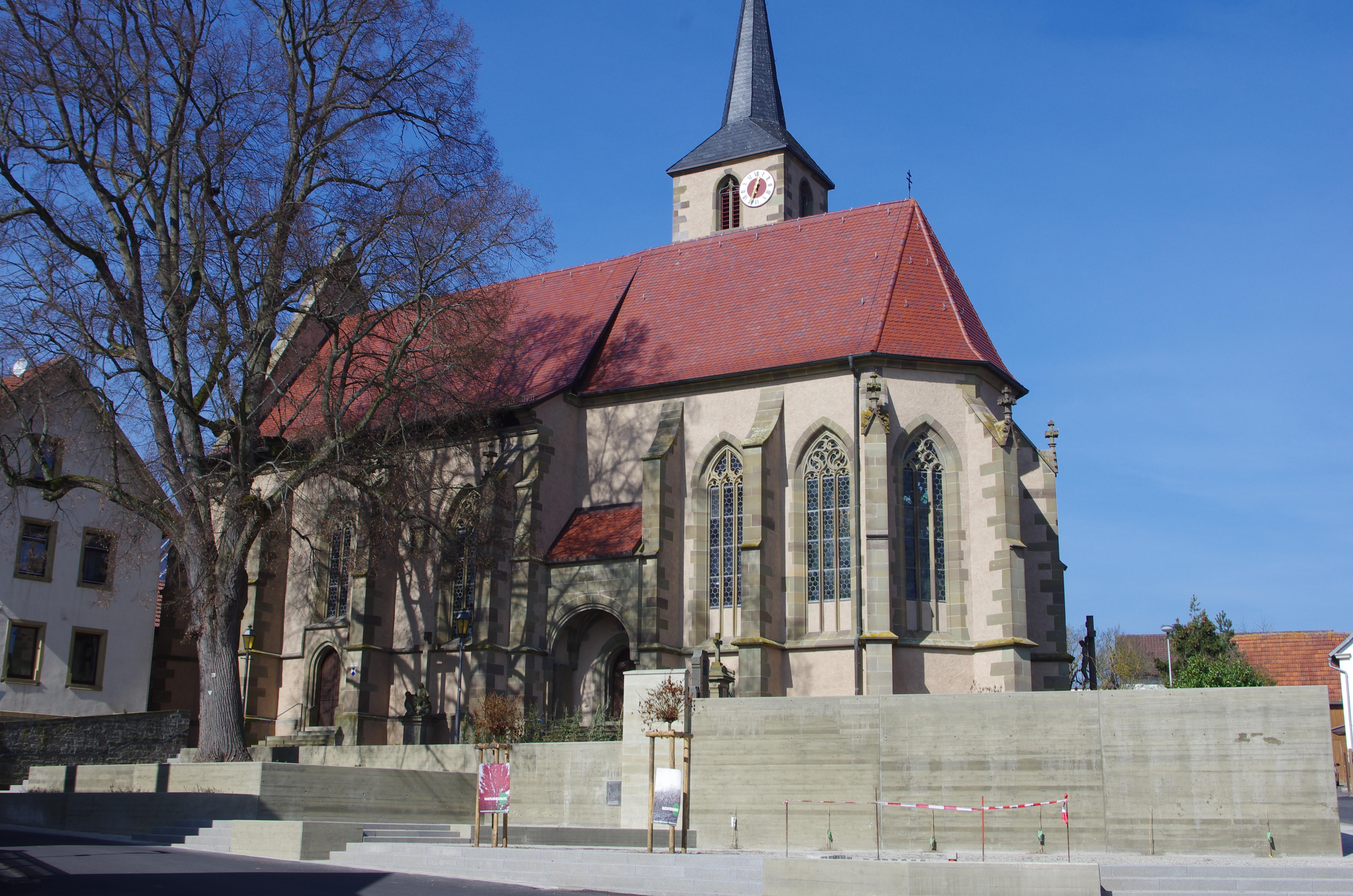
Mariä Heimsuchung (Eckartshausen)

Mariä Heimsuchung ist eine römisch-katholische Wallfahrtskirche, die am Fränkischen Jakobsweg und am Fränkischen Marienweg liegt. Das Kirchengebäude befindet sich in Eckartshausen, einem Gemeindeteil des Marktes Werneck im unterfränkischen Landkreis Schweinfurt in Bayern. Das denkmalgeschützte Bauwerk ist eine spätgotische Anlage. Die Filialkirche gehört zur Pfarrei Mariä Himmelfahrt in Schleerieth der Pfarreiengemeinschaft Maria im Werntal (Werneck) im Dekanat Schweinfurt-Süd des Bistums Würzburg.

## Beschreibung
Die im gotischen Baustil erbaute Saalkirche aus den Jahren 1467–1525 hat Maßwerkfenster, die sich zwischen Strebepfeilern befinden. Sie besteht aus dem mit einem Satteldach bedeckten Langhaus, dem eingezogenen, dreiseitig abgeschlossenen Chor im Osten und an dessen Nordseite dem Julius-Echter-Turm, der mit einem schiefergedeckten, achtseitigen, geknickten, spitzen Helm bedeckt ist. 
Das Langhaus ist innen mit einer Flachdecke überspannt, der Chor mit einem Netzgewölbe. Zur Kirchenausstattung gehört der um 1780 gebaute klassizistische Hochaltar, dessen Altarretabel von den Brüdern Asam stammt. Im rechten Seitenaltar befindet sich ein Gnadenbild der Mater Dolorosa. Die Orgel wurde 1966 von Norbert Krieger unter Verwendung von Material des Vorgängerinstruments von Johann Philipp Seuffert erbaut. Sie verfügt über 10 Register auf einem Manual und Pedal.